# Trixoscelis gigans
Trixoscelis gigans – gatunek muchówki z rodziny Trixoscelididae.
Muchówka o ciele długości od 2,8 do 3,8 mm u samców i od 2,6 do 3,5 mm u samic. Głowę ma żółtą z brązowawymi: trójkątem czołowym, ciemieniem, potylicą i zapoliczkami oraz szarawym owłosieniem. Tułów jest brązowy, a odwłok ciemnobrązowy z szarym przyprószeniem. Na chetotaksję tułowia składają się pary szczecinek: 1 barkowych, 2 notopleuralnych, 1 przedszwowych, 5 śródplecowych (z czego 2 przed szwem poprzecznym), 2 zaskrzydłowych, 2 tarczkowych, 1 mesopleuralnych i 2 sternopleuralnych. Skrzydła są częściowo brązowe, przezmianki zaś białawe. Przednie odnóża brązowe z wyjątkiem żółtego biodra i nasady uda. Środkowa para odnóży całkiem żółta. Tylna u samicy również, u samca częściowo brązowawa. Samca charakteryzują bardzo duże, do wewnątrz zakrzywione surstyli, zlane z epiandrium. Samica ma z tyłu silnie wypukły, a z przodu mniej lub bardziej wklęsły ósmy sternit odwłoka.
Gatunek znany wyłącznie z prowincji Salamanka i wspólnoty autonomicznej Madrytu w Hiszpanii.